# La aldea maldita (pel·lícula de 1942)
La aldea maldita és una pel·lícula espanyola del 1942, una nova versió de la pel·lícula homònima del 1930 de Florián Rey.

## Argument
Els fets es remunten a un poble de Salamanca de Luján a primer del segle XX. Mentre tot el llogaret emigra a la ciutat a causa de la gran sequera que assola, Juan serà empresonat injustament per enfrontar-se a un cacic de la zona.

## Repartiment
- Florencia Bécquer
- Julio Rey de las Heras
- Victoria Franco
- Pablo Hidalgo
- Delfín Jerez
- Agustín Laguilhoat
- Alicia Romay
- José Sepúlveda

## Sobre la pel·lícula
La pel·lícula mostra l'aspecte intransigent i masclista de l'Espanya de la postguerra en tot el referent a temes com ara la dignitat, l'orgull, la lleialtat i l'honra. La posada en escena té una gran força pictòrica.
La censura va tergiversar la seva narració eliminant el personatge del cacic i amb això les seqüències en les que el protagonista va a la presó deixant a la seva esposa en la més mesquina de les misèries. En desaparèixer el personatge del cacic no s'explica en aquesta nova versió l'actitud de l'esposa que abandona al seu espòs i al seu fill per a anar-se darrere de l'aventura caient en la més radical de les degradacions que en aquella societat era la prostitució.
La aldea maldita va ser a més la primera pel·lícula en la qual va col·laborar Emilio Ruiz del Río, un tècnic espanyol de efectes especials que anys més tard es faria cèlebre per pel·lícules com Operación Ogro (a Espanya) o Dune (als Estats Units).
En 2003 es va publicar el guió de la pel·lícula de la mà d'Agustín Sánchez Vidal, José María Pemán Martínez i Amaya Rasche Castillo.

## Premis
Florián Rey va obtenir la medalla de la biennal a la 10a Mostra Internacional de Cinema de Venècia (1942). Va rebre el segon premi als Premis del Sindicat Nacional de l'Espectacle de 1943.